# Game Boy Advance SP
Game Boy Advance SP (ゲームボーイアドバンスSP Gēmu Bōi Adobansu Essu Pī?), lansată de Nintendo în februarie 2003, este o versiune îmbunătățită a consolei Game Boy Advance. În SUA, prețul consolei SP la apariția ei a fost 99,99 $. În septembrie 2004, Nintendo a scăzut prețul la 79,99 $.

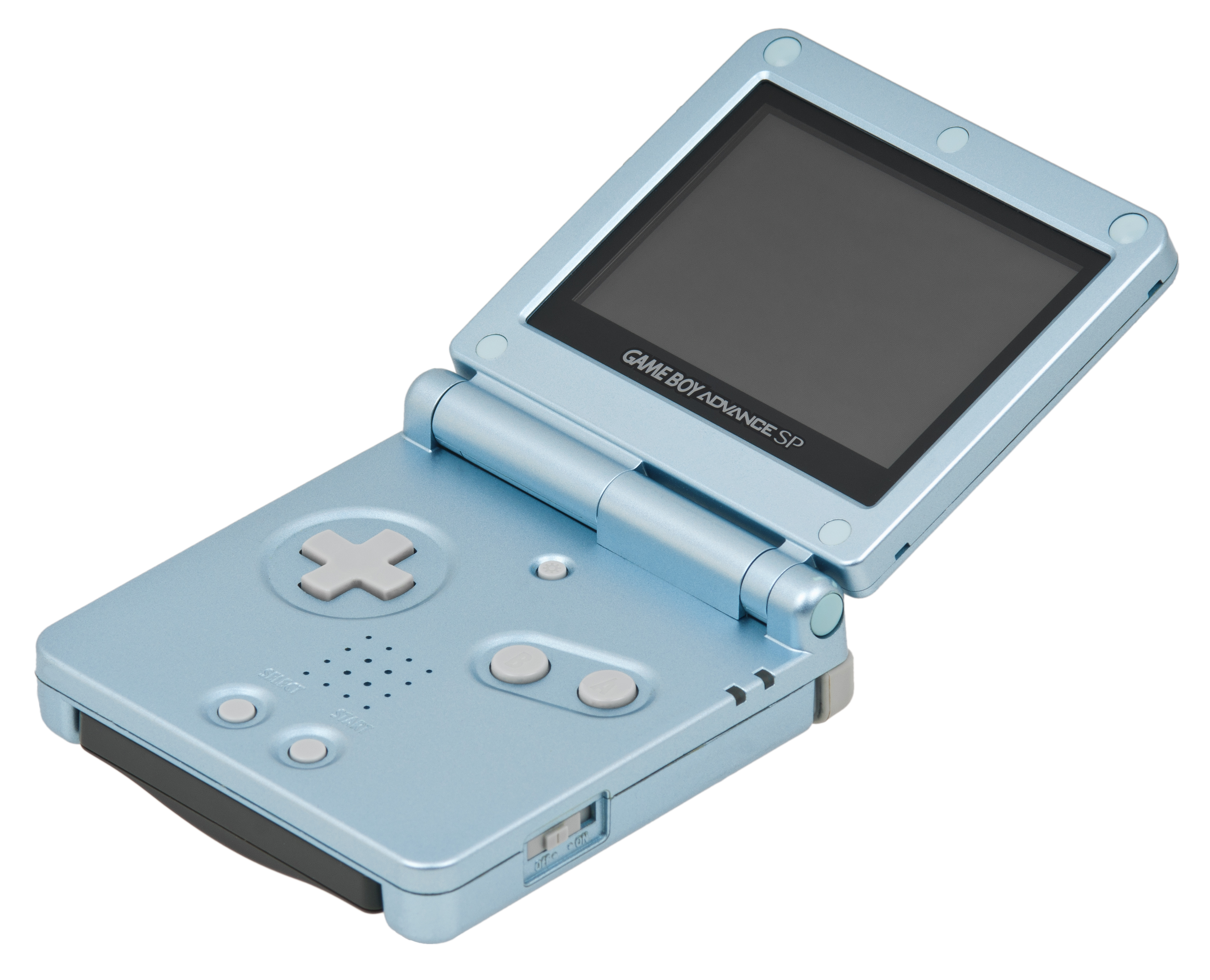
Game Boy Advance SP albastru deschis

În Japonia, prețul era 12.500 ¥, la apariția ei pe 14 februarie 2003.